# Sint-Rochuskerk (Rijkevoort)

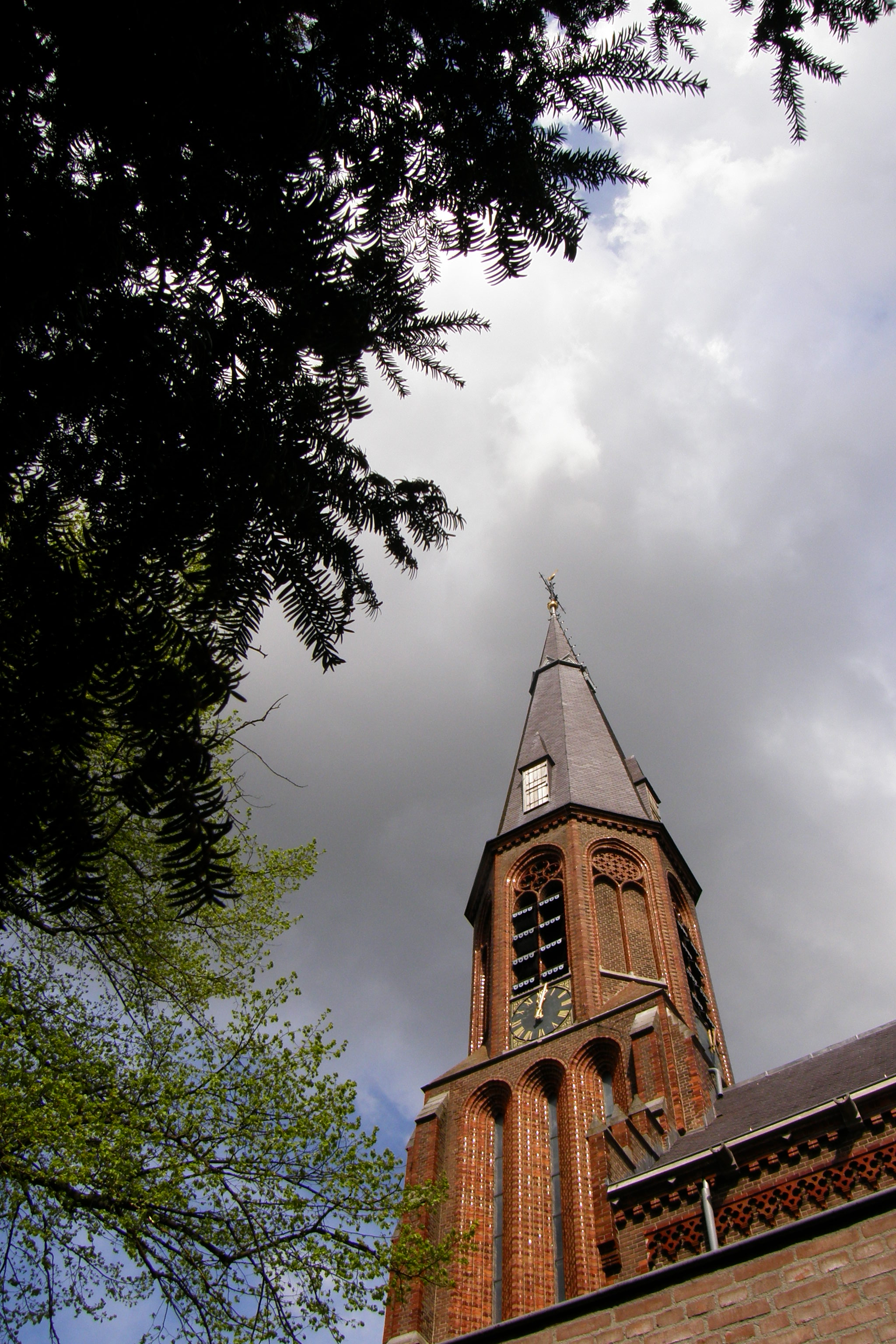
Sint-Rochuskerk

De Sint-Rochuskerk is de voormalige parochiekerk van de tot de Noord-Brabantse gemeente Land van Cuijk behorende plaats Rijkevoort, gelegen aan het Meester van den Bergplein 8.

## Geschiedenis
Sinds het einde van de 15e eeuw bestond in Rijkevoort een kapel die gewijd was aan Sint Rochus maar geen volwaardige parochiekerk was, doch afhankelijk van de parochie van Beugen: trouwen en dopen gebeurde aldaar. Weliswaar kwam tweemaal per week een Karmeliet vanuit Beugen naar Rijkevoort om er de Mis op te dragen, maar op hoogtijdagen moest men eveneens naar Beugen toe. In 1648 werd de kapel door het Staatse gezag onttrokken aan de eredienst. Pas in 1722 werd Rijkevoort verheven tot een zelfstandige parochie en kwam er een schuurkerk. Omstreeks 1800 kregen de katholieken hun kapel weer terug. Van 1819-1820 werd de kapel ingrijpend vergroot waarbij enkel het koor behouden bleef. In 1888 werd een nieuwe, neogotische, kerk gebouwd. Architect was Johannes Kayser. In 1927 werd de kerk opnieuw vergroot, nu door vader en zoon Caspar en Joseph Franssen. Aangezien het aantal parochianen bleef groeien, stelde men in 1956 voor om deze kerk te slopen en door een nieuwe te vervangen. Dit is echter niet doorgegaan zodat de kerk behouden bleef.
In 2016 werd de kerk onttrokken aan de eredienst. De kerk is geklasseerd als gemeentelijk monument.

## Gebouw
Het betreft een bakstenen neogotisch kerkgebouw met voorgebouwde toren.